# جیمنوفوبیا
جیمنوفوبیا (انگلیسی: Gymnophobia) یا برهنگی‌هراسی، ترس و هراس (فوبیا) از برهنگی است.
ریشه این عبارت از دو واژهٔ «گیمنوس» (یونانی: γυμνός) و «فوبوس» (یونانی: φόβος) است که به ترتیب با معنای «برهنه» و «ترس» است. نوع دیگری از هراس که شباهت‌های نزدیکی به «جیمنوفوبیا» دارد، «دیشابیلیوفوبیا» (انگلیسی: Dishabiliophobia) است که به هراس از درآوردن لباس در مقابل دیگران گفته می‌شود.
افراد مبتلا به «جیمنوفوبیا»، در اثرِ برهنگی دچار اضطراب می‌شوند، حتی اگر بدین موضع واقف باشند که هراس‌شان غیرمنطقی است.
اینها از دیدن برهنگی دیگران یا از این فکر که خودشان را کسی به‌طور برهنه مشاهده کند، دچار نگرانی و ترس می‌شوند.